# 波希兒童合唱團
波希兒童合唱團（英語：Boheme Children's Choir）成立於1988年，現任藝術總監及聲樂指導為女高音陳麗珍。

合唱團分為幼苗組、兒童組、少年組、女聲組，另設波希青年合唱團，團員大多由波希兒童合唱團舊生組成。

## 演出活動
合唱團曾應邀於2006年赴天津參加「國際少年兒童文化藝術節」，又曾出訪澳門、廣州、泉州、福建、廈門、日本等多個城市演唱，並登上途經香港之世界級著名郵輪及在國際性活動中演唱，包括「國際傳染病醫學會議」、「亞太區廣播會議」、「世界生產力會議」等；又見證了不少歷史性時刻，如山頂纜車電氣化儀式及香港回歸亮燈儀式。
2007年，全港首演香港作曲家陳永華的新作《黃大仙組曲》。2010年，派出團員代表香港赴日本「亞洲兒童夢舞台」演出。2011年，與中國教育電視台攜手推出「成長365歡樂港澳行」藝術欄目；同年，邀請日本橫須賀女子合唱團來港交流演出。2012年，「神舟九號」航天代表團訪港，合唱團應邀與太空人景海鵬、劉旺、劉洋演唱《龍的傳人》及《東方之珠》，TVB現場直播。
合唱團曾應邀於多個電視台亮相演出，包括共三屆的「香港小姐競選決賽」、「金紫荊電影頒獎典禮」、「十大勁歌金曲頒獎典禮」、「全港運動會開幕典禮」，及由八個電視媒體聯合播映的大型節目「香港同胞慶祝國慶文藝晚會」等，另外又為TVB拍攝慶回歸MV《心在香港》及錄製北京奧運倒數100日主題曲。

## 影視演出列表
| 年份   | 節目名稱                             | 合作演出                                                | 媒體                                                  |
| 2003年 | 紅星追聲名歌Sing                     | 張明敏                                                  | TVB                                                   |
| 2003年 | 香港是我家 向醫護人員致敬            | -                                                       | ATV、鳳凰衛視等                                       |
| 2003年 | 點蟲蟲 開開心心學飛                  | -                                                       | RTHK                                                  |
| 2003年 | 香港小姐競選決賽                     | 陳奕迅、陳小春、謝霆鋒                                  | TVB                                                   |
| 2003年 | 萬紫千紅                             | -                                                       | RTHK                                                  |
| 2003年 | 香港同胞慶祝國慶文藝晚會             | 關心妍                                                  | ATV、TVB等                                            |
| 2004年 | 加港星輝耀頤康                       | 張德蘭、黃蔚然、朱雲編                                  | TVB                                                   |
| 2004年 | 愛之關懷愛之夜                       | 鄧萃雯、陳豪、林保怡                                    | TVB                                                   |
| 2005年 | 自然男人魅演唱會                     | 林保怡                                                  | TVB                                                   |
| 2006年 | 國泰航空新春國際匯演之夜             | -                                                       | TVB                                                   |
| 2006年 | 香港小姐競選決賽                     | -                                                       | TVB                                                   |
| 2007年 | 心在香港                             | -                                                       | TVB                                                   |
| 2007年 | 節能 輕裝為藍天                      | -                                                       | TVB                                                   |
| 2007年 | 香港小姐競選決賽                     | -                                                       | TVB                                                   |
| 2007年 | 金紫荊電影頒發典禮                   | -                                                       | ATV                                                   |
| 2008年 | 奧運倒數100日                        | -                                                       | TVB                                                   |
| 2008年 | 鄧麗君紀念特輯                       | -                                                       | ATV                                                   |
| 2008年 | 樂壇風雲五十年 母親節特輯            | -                                                       | ATV                                                   |
| 2008年 | 四川大地震 齊心抗天災愛心音樂會      | -                                                       | ATV、星空衛視、Channel V Asia等                       |
| 2009年 | 深繫家國六十年                       | -                                                       | TVB                                                   |
| 2009年 | 香港同胞慶祝國慶文藝晚會             | -                                                       | TVB、ATV、Cable TV、Now、香港寬頻、澳亞衛視、湖南衛視 |
| 2010年 | 香港夏日流行音樂節                   | 鄭伊健                                                  | TVB                                                   |
| 2011年 | 周慧敏DEEP V25周年演唱會             | -                                                       | TVB                                                   |
| 2011年 | 中國達人秀 香港精英爭霸戰            | -                                                       | TVB                                                   |
| 2012年 | 全港歡迎神舟九號載人航天代表團大匯演 | 景海鵬、劉旺、劉洋                                      | TVB                                                   |
| 2012年 | 慧妍愛心傾城30年                     | -                                                       | TVB                                                   |
| 2013年 | 十大勁歌金曲頒獎典禮                 | 許廷鏗、林欣彤、胡鴻鈞、馮允謙                          | TVB                                                   |
| 2013年 | 人氣春晚 唱紅亞洲                    | -                                                       | ATV                                                   |
| 2013年 | 博愛歡樂傳萬家                       | 王菀之                                                  | TVB                                                   |
| 2013年 | 全港運動會開幕典禮                   | 香港城市室樂團                                          | TVB                                                   |
| 2015年 | 超級巨聲4畢業演唱會                  | 陳潔靈、倫永亮、嚴瀚祺、伍富橋、潘緻慧                  | TVB                                                   |
| 2015年 | 重燃生命慈善夜                       | 側田、梁漢文、鄭欣宜、Dear Jane、張惠雅、裕美、周志文等 | TVB                                                   |
| 2021年 | 開心大綜藝                           | 周柏豪                                                  | TVB                                                   |

## 外部連結
- 波希兒童合唱團官方網頁 （页面存档备份，存于）
- 波希兒童合唱團Facebook專頁